# Centro europeo per le operazioni spaziali

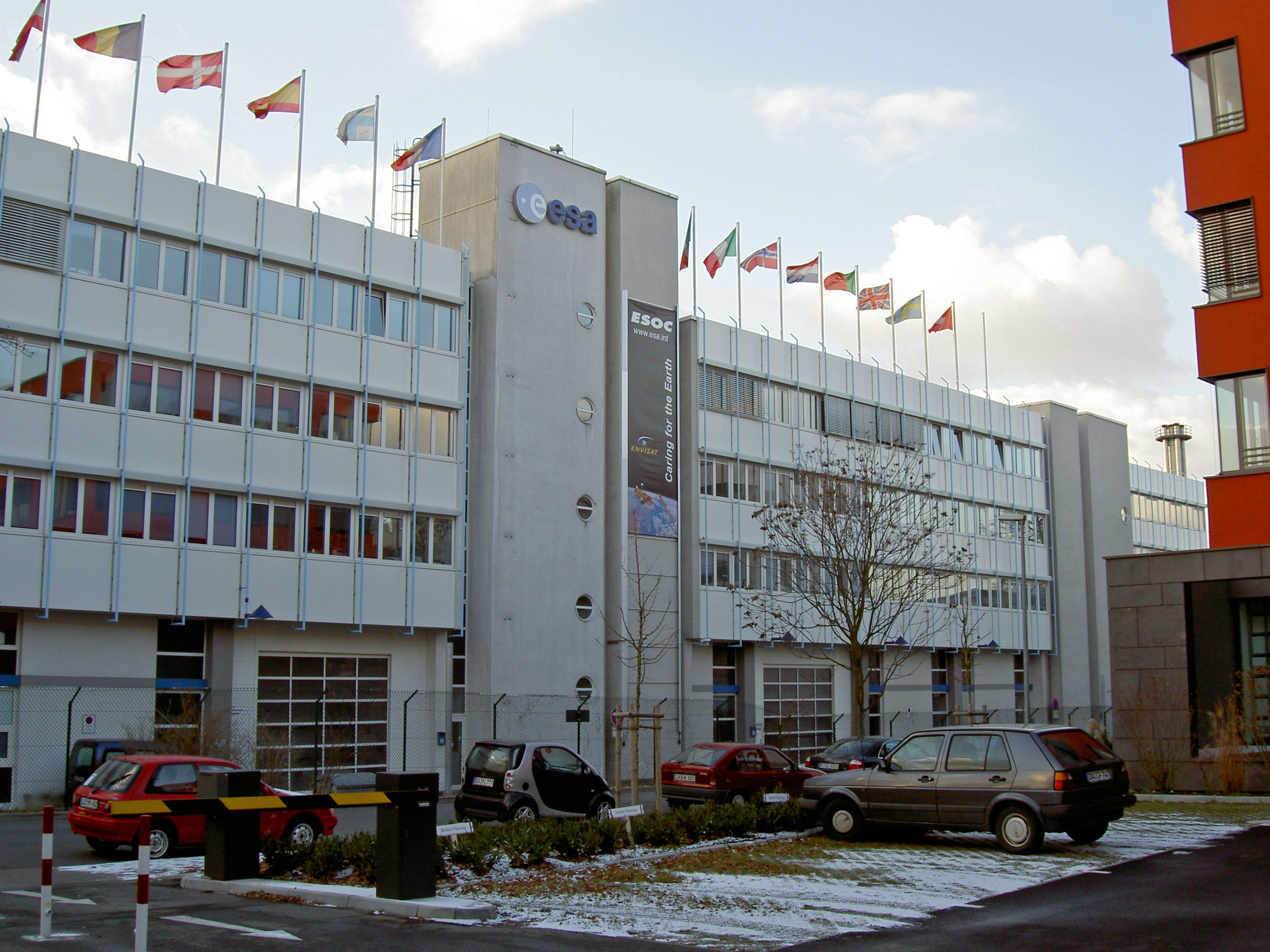
Centro in Darmstadt, Germania

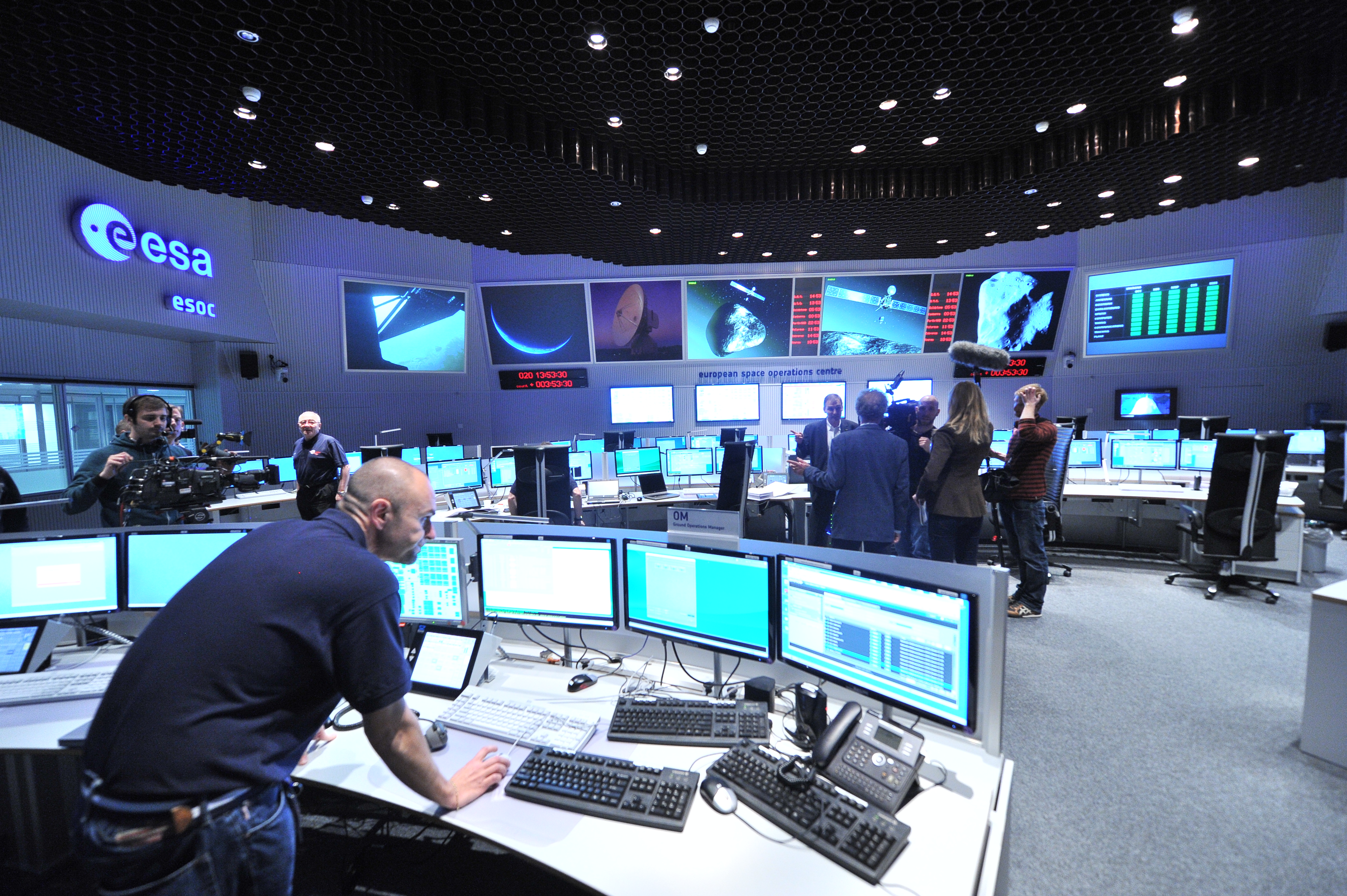
ESOC Mission Control

Il Centro europeo per le operazioni spaziali (ESOC, dall'inglese European Space Operations Centre) è un centro spaziale che gestisce le operazioni di controllo dei satelliti dell'Agenzia Spaziale Europea (ESA). Si trova a Darmstadt, in Germania.
Il controllo dei satelliti, dal momento del loro lancio e per tutta la durata della loro missione in orbita, viene gestito centralmente dall'ESOC utilizzando stazioni di controllo sparse in tutto il mondo, che ricevono telemetria dai satelliti e trasmettono i comandi di posizionamento e di attivazione delle apparecchiature di bordo. L'ESOC riceve ed elabora, o ritrasmette ad altri centri per l'elaborazione, i dati provenienti dalle stazioni di controllo a terra provenienti a loro volta dai veicoli spaziali in orbita (dati scientifici, informazioni meteorologiche, immagini della Terra). 
La rete base dei terminali di terra è rappresentata dalla rete di antenne ESTRACK (12 antenne in 8 paesi differenti). Il personale del centro, che conta all'incirca 800 addetti, tra staff permanenti e consulenti è inoltre impiegato nell'evoluzione di progetti per il segmento terrestre dei diversi programmi dell'ESA, tra cui il sistema di posizionamento Galileo e SSA.
Gli ultimi progetti importanti seguiti dal centro sono: Lisa Pathfinder, Mars Express, Rosetta, Huygens, Venus Express, SMART-1, GOCE e Cryosat 2.